# Sendetag
Als Sendetag bezeichnet man das Programmangebot, das ein TV- oder Radio-Sender typisch innerhalb von meist 24 Stunden verbreitet. Zumeist wird ein wochentäglich und wochenendlich unterschiedliches Programm gestaltet. Der Sendetag wird durch den Sendebeginn eingeläutet und endet mit dem Sendeschluss, oft gefolgt von einer Sendepause. Zwischen Beginn und Ende findet sich das eigentliche Programm. Durch entsprechende Gestaltung der Phasen mit Text, Musik und Bildern, je nach Medium, wird dem Sender zumeist ein charakteristisches, wiedererkennbares Profil gegeben. Er wird damit gegenüber dem Konsumenten zur Marke.
Siehe auch: Fernsehtag